# Decipiphantes decipiens
Genre
Espèce
Synonymes
- Linyphia decipiens L. Koch, 1879
- Lepthyphantes hambergi Schenkel, 1931

Decipiphantes decipiens, unique représentant du genre Decipiphantes, est une espèce d'araignées aranéomorphes de la famille des Linyphiidae.

## Distribution
Cette espèce se rencontre en Russie, en Finlande et en Mongolie.

## Description
Decipiphantes decipiens mesure de 1,70 à 2,10 mm.

## Publications originales
- L. Koch, 1879 : Arachniden aus Sibirien und Novaja Semlja, eingesammelt von der schwedischen Expedition im Jahre 1875. Kongliga Svenska Vetenskaps Academiens nya Handlingar, vol. 16, no 5, p. 1-136.
- Saaristo & Tanasevitch, 1996 : Redelimitation of the subfamily Micronetinae Hull, 1920 and the genus Lepthyphantes Menge, 1866 with descriptions of some new genera (Aranei, Linyphiidae). Ber. nat.-med. Verein Innsbruck, vol. 83, p. 163-186 (texte intégral).